# Hybomitra aasa
Hybomitra aasa är en tvåvingeart som beskrevs av Philip 1954. Hybomitra aasa ingår i släktet Hybomitra och familjen bromsar. Inga underarter finns listade i Catalogue of Life.